# ديف بينغ
ديف بينغ (بالإنجليزية: Dave Bing) مواليد 24 نوفمبر 1943 في الولايات المتحدة، هو لاعب كرة سلة أمريكي سابق. شارك 7 مرات في مباراة كل النجوم. لعب 12 موسما في الرابطة الوطنية لكرة السلة. دخل قاعة نايسميث التذكارية لمشاهير كرة السلة. هو عمدة سابق لمدينة ديترويت.

## روابط خارجية
- ديف بينغ على موقع IMDb (الإنجليزية)
- ديف بينغ على موقع الموسوعة البريطانية (الإنجليزية)
- ديف بينغ على موقع إن إن دي بي (الإنجليزية)
- ديف بينغ على موقع إن بي أي (الإنجليزية)
- ديف بينغ على موقع سبورتس رفرنس (الإنجليزية)
- ديف بينغ على موقع كلية كرة السلة في سبورتس رفرنس.كوم (الإنجليزية)
- ديف بينغ على موقع ريلجم (الإنجليزية)
- ديف بينغ على موقع بروبوليرز (الإنجليزية)
- ديف بينغ على موقع قاعة المشاهير الجامعة الوطنية لكرة السلة (الإنجليزية)